# 1624
Реформація •  Епоха великих географічних відкриттів •  Ганза •  Нідерландська революція •  Річ Посполита •  Запорозька Січ

## Геополітична ситуація
Османську імперію очолює Мурад IV (до 1640). Під владою османського султана перебувають Близький Схід та Єгипет, Середземноморське узбережжя Північної Африки, частина Закавказзя, значні території в Європі: Греція, Болгарія і Сербія. Васалами османів є Волощина та Молдова.
Священна Римська імперія — наймогутніша держава Європи. Її територія охоплює, крім німецьких земель, Угорщину з Хорватією, Богемію, Північну Італію. Її імператором є Фердинанд II з родини Габсбургів (до 1637). На території імперії триває Тридцятирічна війна.
Габсбург Філіп IV Великий є королем Іспанії (до 1665) та Португалії. Йому належать Іспанські Нідерланди, південь Італії, Нова Іспанія, Нова Гранада та Нова Кастилія в Америці, Філіппіни. Португалія, попри правління іспанського короля, залишається незалежною. Вона має володіння в Бразилії, в Африці, в Індії, на Цейлоні, в Індійському океані й Індонезії.
Північ Нідерландів займає Республіка Об'єднаних провінцій. Король Франції — Людовик XIII Справедливий (до 1643). Королем Англії є Яків I Стюарт (до 1625). Король Данії та Норвегії — Кристіан IV Данський (до 1648), Швеції — Густав II Адольф (до 1632). На Апеннінському півострові незалежні Венеціанська республіка та Папська область.
Королем Речі Посполитої, якій належать українські землі, є Сигізмунд III Ваза (до 1632). На півдні України існує Запорозька Січ.
Царем Московії є Михайло Романов (до 1645). Існують Кримське ханство, Ногайська орда.
Шахом Ірану є сефевід Аббас I Великий (до 1629).
Значними державами Індостану є Імперія Великих Моголів, Біджапурський султанат, султанат Голконда, Віджаянагара. У Китаї править династія Мін, маньчжури утворили династію Пізня Цзінь. У Японії триває період Едо.

## Події

### В Україні
- Зима. Напад татар Буджацької орди на Західне Поділля.
- Грицько Чорний з товариством на 100 чайках попалив османський флот в Дніпровському лимані, поруйнував османські укріплення на Болгарському узбережжі.
- Травень. Михайло Дорошенко на 80 чайках ходить до Босфору, спалили околиці Стамбула — Буюк-Дере, Ані-Кіой, Стенію.

### У світі
- 29 квітня, за наполяганням королеви-матері Марії Медічі, французький король Людовик XIII призначив 39-літнього кардинала Армана дю Плессі (герцог Рішельє з 1631 року) першим міністром Королівської ради.
- Франція та Нідерланди підписали в Комп'єні мирну угоду, що дозволила французам фінансувати Республіку Об'єднаних провінцій у Вісімдесятирічній війні з Іспанією.
- Іспанська армія під командуванням Амброзіо Спіноли почала облогу нідерландської фортеці Бреда.
- Засновано голландську колонію в Новому Світі — Нові Нідерланди.
- Нідерландський флот захопив у іспанців місто Сальвадор (зараз штат Баїя, Бразилія).
- Нідерланди встановили торгову колонію на Тайвані.
- Англія оголосила Іспанії війну.
- Згоріло місто Осло в Норвегії. Дансько-норвезький король Кристіан IV наказав відбудувати його на новому місці. Перейменоване місто отримало назву Христіанія.
- Португальський єзуїт Антоніо де Андраде першим із європейців відвідав Тибет.
- Японія виставила з країни іспанських купців і обірвала торгівлю з Філіппінами.

## Культура і наука
- Французький король Людовик XIII Справедливий побудував мисливську хижу на місці майбутнього палацу Версаль.
- Генрі Бріггз опублікував трактат Arithmetica Logarithmica.
- У Римі публічно спалено німецький переклад Біблії Мартіна Лютера.

## Народились
Див. також Категорія:Народились 1624

## Померли
Див. також Категорія:Померли 1624